# Département de La Caldera
Le département de La Caldera est une des 23 subdivisions de la province de Salta, en Argentine. Son chef-lieu est la ville de La Caldera.
Le département a une superficie de 867 km2. Sa population s'élevait à 5 711 habitants en 2001.

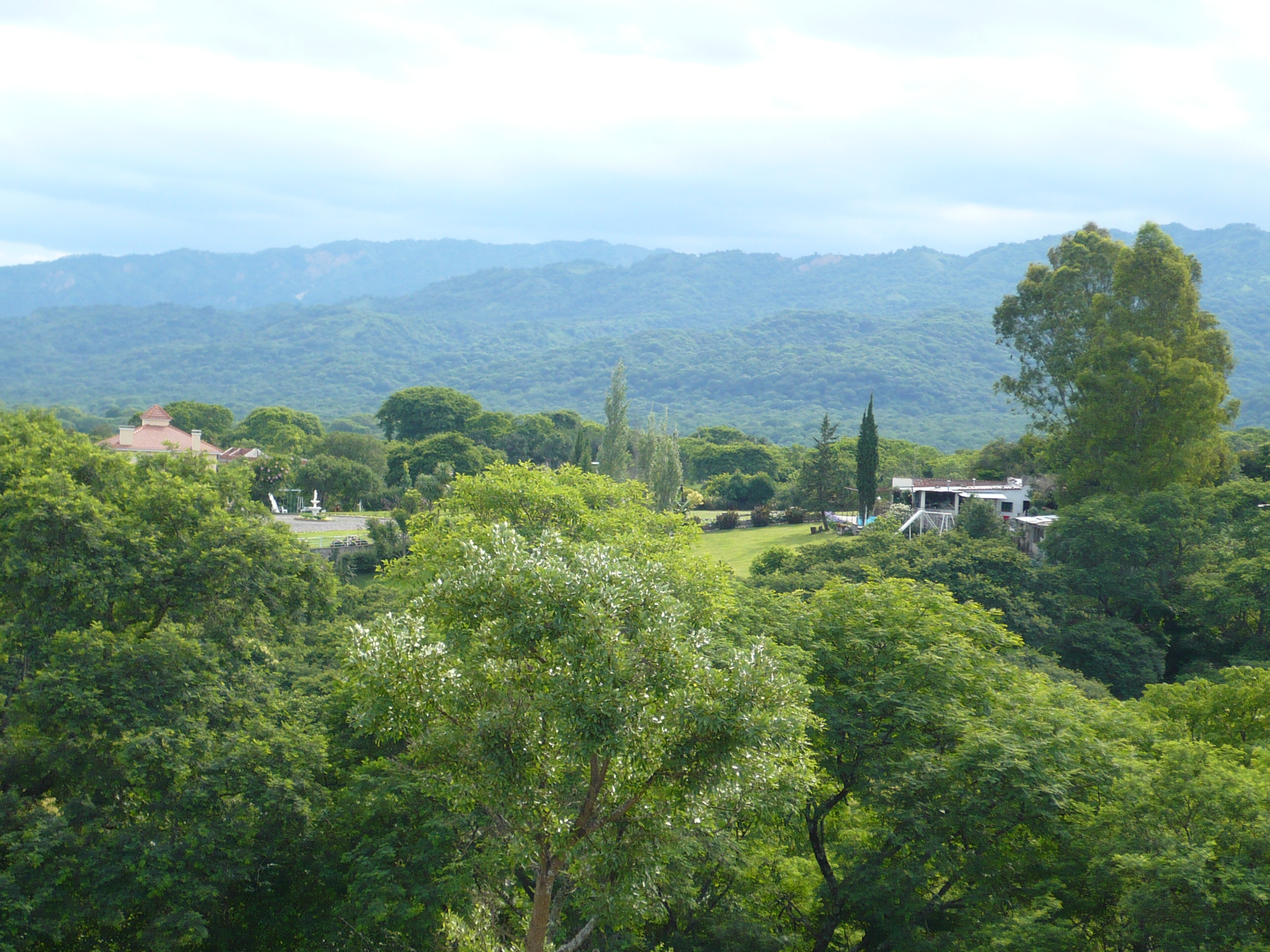
Vallée de La Caldera en province de Salta en Argentine

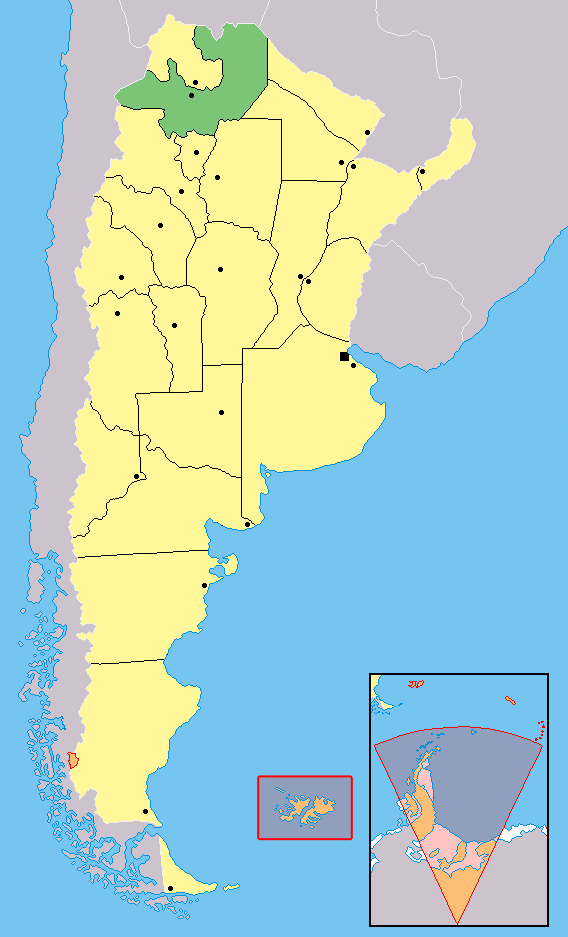
Localisation de la province de Salta en Argentine

## Villes et localités
- La Caldera, chef-lieu
- Vaqueros
- Villa San Lorenzo